# Malay (producer)
James Ryan Ho (Washington, 1978. szeptember 14. –), művésznevén Malay, Grammy-díjas amerikai lemezproducer, dalszerző és hangmérnök.

## Karrier
James Ho 1978. szeptember 14-én született Washingtonban, ázsiai apa és kaukázusi anya gyermekeként.
Malay több előadóval is dolgozott együtt producerként. John Legend Evolver (2008) és Frank Ocean channel ORANGE (2012) lemezének is ő volt első számú producere. Az utóbbit több díjat is nyert, többek között egy Grammy-díjat, illetve jelölték Az év albuma, Legjobb új előadó és az Év felvétele díjra a Thinkin’ ’Bout You kislemezért. Ő volt Zayn Malik debütáló lemezének, a Mind of Mine-nak (2016) majd második albumának az Icarus Falls-nak a producere.
2016-ban alapította lemezkiadóját, Britannia Row Recordings néven, a BMG partnereként. 2018-ban szerződtette első előadóját, a The Parlor Mobot.

## Diszkográfia
| Album                                                               | Dalok | Előadó                                          | Év   | Szerep                                                         |
| ------------------------------------------------------------------- | --- | ----------------------------------------------- | ---- | -------------------------------------------------------------- |
| you ruined new york city for me                                     | - If You're Gonna Lie - Undrunk - All Love - About You | FLETCHER                                        | 2019 | producer                                                       |
| Moonlight                                                           | - Bridges - Lost In Translation - Say What You Will | Johnnyswim                                      | 2019 | producer, szerző                                               |
| Icarus Falls                                                        | - Stand Still - Sour Diesel - Satisfaction - Scripted | Zayn                                            | 2018 | producer, szerző                                               |
| Village                                                             | - Slow Up | Jacob Banks                                     | 2018 | producer, szerző, hangmérnök, hangszerelés                     |
| Saturn                                                              | - Orbit | NAO                                             | 2018 | szerző                                                         |
| So Sad So Sexy                                                      | - Deep End - Two Nights (ft. Amine) - Jaguars in the Air - Sex Money Feelings Die - So Sad So Sexy - Bad Woman - Utopia | Lykke Li                                        | 2018 | producer, szerző                                               |
| The Thrill of It All                                                | - Say It First - Midnight Train | Sam Smith                                       | 2017 | producer, szerző, hangszerelés                                 |
| Good for You                                                        | - Turf - Dakota (featuring Charlie Wilson) | Aminé                                           | 2017 | producer, szerző                                               |
| Melodrama                                                           | - Sober - The Louvre - Supercut | Lorde                                           | 2017 | producer                                                       |
| Blonde                                                              | - Nikes - Skyline To - Ivy - Self Control (ft. Austin Feinstein & Yung Lean) - Pretty Sweet - Seigfried - Godspeed (ft. Kim Burrell & Yung Lean) - Futura Free/Interviews                                                                | Frank Ocean                                     | 2016 | producer, szerző, hangmérnök, hangszerelés                     |
| The Get Down (Original Soundtrack from the Netflix Original Series) | - Cadillac ft. Miguel - Losing Your Mind ft. Raury & Jaden Smith - You Can't Hide ft. Zayn / Teddy Pendergrass & Grandmaster Flash - Shaolin's Theme / Pray ft. Malay / 6lack                                                            | Különböző előadók                               | 2016 | előadó, producer, szerző, hangmérnök, hangszerelés             |
| The Heart Speaks in Whispers                                        | - In the Dark | Corinne Bailey Rae                              | 2016 | szerző                                                         |
| Mind of Mine                                                        | - iT's YoU - BeFour - Intermission: Flower - Rear View - Borderz - BLUE - BRIGHT - Do Something Good | Zayn                                            | 2016 | producer, szerző                                               |
| Know-It-All                                                         | - Wild Things - Stone (ft. Sebastian Kole) | Alessia Cara                                    | 2015 | producer, szerző                                               |
| All We Need                                                         | - All We Need ft. Adia - Revolution - Forbidden Knowledge ft. Big K.R.I.T. - Woodcrest Manor II - CPU ft. RZA - Love Is Not a Four Letter Word - Trap Tears ft. Key! - Friends ft. Tom Morello                                           | Raury                                           | 2015 | producer, szerző                                               |
| BEcoming                                                            | - My Suicide Note - Sleep to Dream - Eyes Wide Shut - Here I Am - Hey You There - Walk On Water - Born to Belong - War IV Love - Hey You There                                                                                           | Stacy Barthe                                    | 2015 | executive producer, producer, szerző, hangmérnök, hangszerelés |
| Higher Than Here                                                    | - Heaven To A Fool | James Morrison                                  | 2015 | producer, szerző, hangszerelés                                 |
| Thirty One                                                          | - Sure Love | Jarryd James                                    | 2015 | producer                                                       |
| Unbreakable Smile                                                   | - Talk | Tori Kelly                                      | 2015 | producer, szerző, hangmérnök, hangszerelés                     |
| Radius                                                              | - Perfect World | Allen Stone                                     | 2015 | producer, szerző, hangmérnök, hangszerelés                     |
| Love Story                                                          | - Change - American You - Empty Bottles - Have a Great Flight - Disappear | Yelawolf                                        | 2015 | producer, szerző, hangmérnök, hangszerelés                     |
| Category 5                                                          | - Home - Crystal Ball - Valentine - City of Sin - Cool Trip - Miracle - Falling Apart - Give it Away - Sister - Where O Where - Feet Don't Fly - Leaving on a Train - Fun in the Sun                                                     | Linus Young                                     | 2014 | executive producer, producer, szerző, hangmérnök, hangszerelés |
| Nikki Nack                                                          | | Tune-Yards                                      | 2014 | producer                                                       |
| All I Wanna Do                                                      | - Riverside Girl | T. Mills                                        | 2014 | producer                                                       |
| City of Sin (kislemez)                                              | - City of Sin | Linus Young                                     | 2014 | producer, szerző, hangszerelés                                 |
| Dirty Gold                                                          | - Angel & Airwaves - April's Fool - Vinyl | Angel Haze                                      | 2013 | producer, szerző, hangszerelés                                 |
| Love in the Future                                                  | - You & I (Nobody in the World) | John Legend                                     | 2013 | producer, szerző, hangszerelés                                 |
| Paradise Valley                                                     | - Wildfire ft. Frank Ocean | John Mayer                                      | 2013 | szerző, hangszerelés                                           |
| Age Against the Machine                                             | - Kolors | Goodie Mob                                      | 2013 | producer, szerző, hangszerelés                                 |
| Girl on Fire                                                        | - One Thing | Alicia Keys                                     | 2012 | producer, szerző, hangszerelés                                 |
| channel ORANGE                                                      | - Start - Sierra Leone - Sweet Life - Super Rich Kids (ft. Earl Sweatshirt) - Pilot Jones - Crack Rock - Pyramids - Lost - Monks - Bad Religion - Pink Matter (ft. André 3000) - Forrest Gump - End/Golden Girl (ft. Tyler, the Creator) | Frank Ocean                                     | 2012 | producer, szerző, hangmérnök, hangszerelés                     |
| Play It by Heart                                                    | - Heads Vs Hearts (ft. Booker T. Jones) - Oh There She Goes | Jay James Picton                                | 2012 | producer, szerző, hangmérnök, hangszerelés                     |
| Break of Dawn                                                       | - Undertow - Break of Dawn - Money | Goapele                                         | 2011 | producer, szerző                                               |
| Best Night Of My Life                                               | - Fifteen Miinutes | Jamie Foxx                                      | 2010 | producer, szerző                                               |
| Kandi Koated                                                        | - The More I Try - Lucky - Haven't Loved Right | Kandi                                           | 2010 | producer, szerző                                               |
| Trunk Muzik 0-60                                                    | - Get the Fuck Up - I Wish (ft. Raekwon) | Yelawolf                                        | 2010 | producer, szerző                                               |
| Back to Me                                                          | - Thrill Is Gone (ft. Cee-Lo) - Move On Me - Teach Me | Fantasia                                        | 2010 | producer, szerző                                               |
| Sir Luscious Left Foot: The Son of Chico Dusty                      | - Feel Me - Sumthin's Gotta Give (ft. Mary J. Blige) | Big Boi                                         | 2010 | producer, szerző                                               |
| D.N.A.                                                              | - I Miss My Friend | Mario                                           | 2009 | producer, szerző                                               |
| Evolver                                                             | - *Green Light (ft. Andre 3000) - Everybody Knows - It's Over (ft. Kanye West) | John Legend                                     | 2008 | producer, szerző                                               |
| Evolver                                                             | - Cross the Line - Satisfaction - I Love, You Love | John Legend                                     | 2008 | további programozás, hangszerelés                              |
| I Pledge Allegiance to the Grind II                                 | - Good-Bye (City of Dope) | Killer Mike                                     | 2008 | producer, szerző                                               |
| Just a Rolling Stone                                                | - Beautiful Escape | Donnie Klang                                    | 2008 | producer, szerző                                               |
| Day26                                                               | - I'm the Reason - If It Wasn't For You | Day26                                           | 2008 | producer, szerző                                               |
| Welcome to the Dollhouse                                            | - Poetry | Danity Kane                                     | 2008 | producer, szerző                                               |
| Fast Lane                                                           | - Be Easy (ft. Mary J. Blige) | Hot Rod                                         | 2006 | co-producer                                                    |
| Get Rich or Die Tryin' OST                                          | - I Don't Know Officer | 50 Cent, Lloyd Banks, Prodigy, Spider Loc, Mase | 2005 | további billentyűk                                             |